# Storskjeret
Ne doit pas être confondu avec Storskjeret (Alver).
Storskjeret est une île dans le landskap Sunnhordland du comté de Vestland. Elle appartient administrativement à Lindås.

## Géographie
Rocheuse et désertique, à fleur d'eau, elle s'étend sur environ 37 m de longueur pour une largeur approximative de 19 m.